# Panoramix

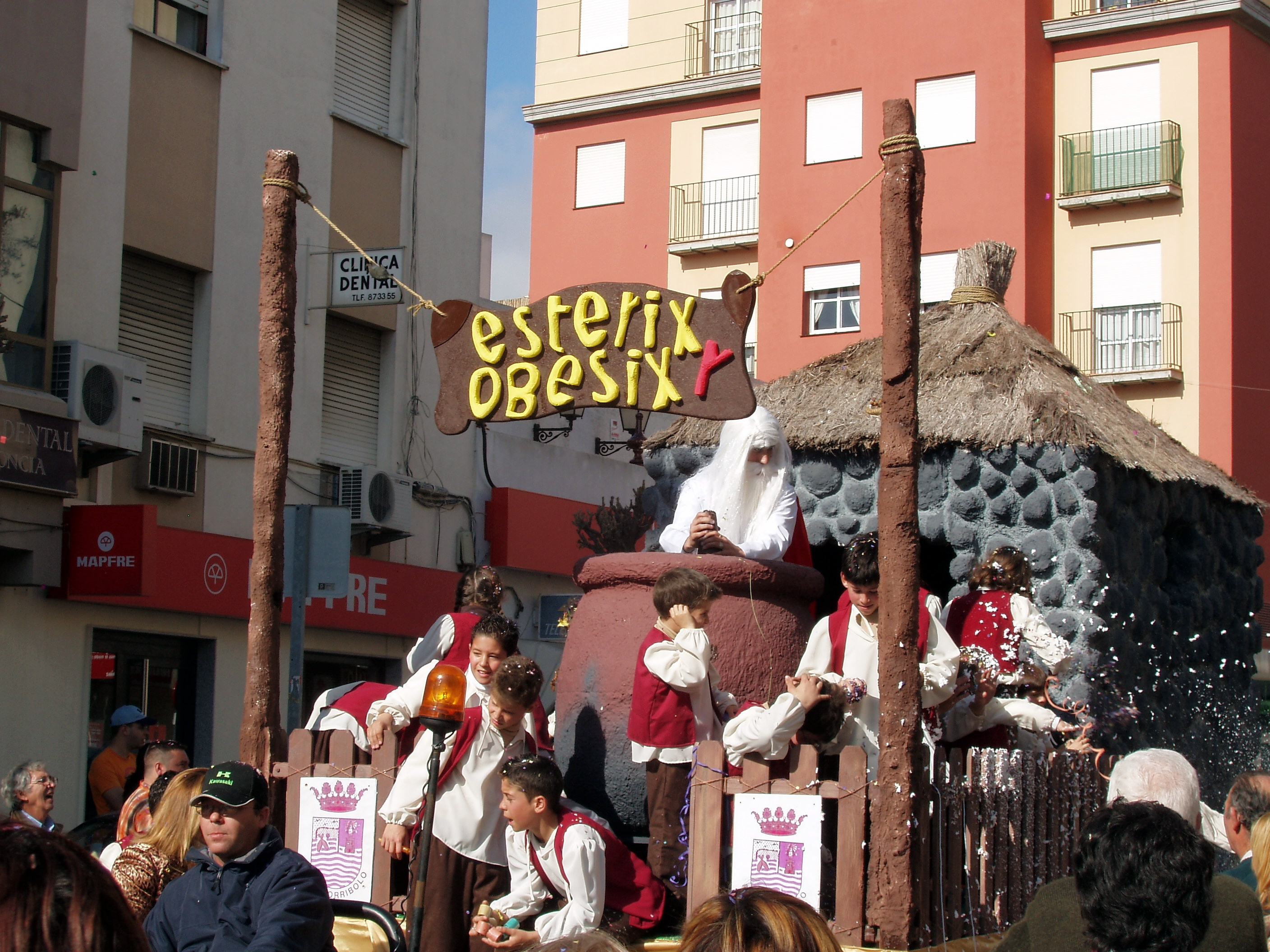
Postava Panoramixe, Karneval v El Puerto de Santa María, Andalusie, Španělsko.

Panoramix je postava z francouzských komiksových příběhů o Asterixovi a Obelixovi od autorů jménem René Goscinny (příběhy) a Albert Uderzo (kresba). Je to ctihodný vesnický druid, který sbírá jmelí a vaří kouzelné lektvary. Jeho typickým atributem je zlatý srp a
jeho největším úspěchem je kouzelný nápoj, který dodává nadlidskou sílu. Jelikož je jediný, kdo umí tento nápoj uvařit, občas se stane, že je zajat Římany a uvězněn ve snaze dostat z něj tajný recept. Jindy zas odmítne kouzelný nápoj připravit, protože se vesničané stali příliš sobeckými. Zajímavá je také otázka jeho věku, protože ve starých příbězích, kde jsou ještě ostatní vesničané děti, vypadá Panoramix pořád stejně.

## Původ jména
Jeho francouzské jméno Panoramix vychází ze slova „panorama“ nebo široký rozhled.
V angličtině má jméno Getafix – „getting a fix“ – doslova obstarat si dávku drogy. V němčině a skandinávských jazycích je to Miraculix (miracle – zázrak), v turečtině Büyüfiks, ve finštině Akvavitix (podle „aqua vitae“ – živá voda nebo zlomyslněji akvavit – druh pálenky vyráběné ve Skandinávii) a v hindi Hakeem Vaidhix, což je slovo pro vesnického lékaře.